# Uruguay en la Copa Mundial de Fútbol de 1966
La selección de Uruguay fue una de los 16 participantes de la Copa Mundial de Fútbol de 1966, que se realizó en Inglaterra.
Uruguay clasificó al Mundial luego de obtener el primer lugar en su grupo por las clasificación sudamericana.

## Innovaciones en la indumentaria
- Por primera vez Uruguay se mostró con short blanco en un partido de la competición, (en los cuartos de final ante Alemania Occidental).
- Fue la última vez que llevó los dorsales en color blanco a una Copa del Mundo.
- Por primera vez, el arquero utilizó una indumentaria oficial totalmente gris, sin el tradicional short y medias negras.

## Clasificación
El seleccionado uruguayo al finalizar las clasificatorias sudamericanas consiguió el primer puesto en su grupo y consiguió la clasificación directamente a la Copa Mundial de Fútbol de 1966.

### Grupo 1
| Equipo    | Pts | PJ | PG | PE | PP | GF | GC | Dif |
| --------- | --- | -- | -- | -- | -- | -- | -- | --- |
| Uruguay   | 8   | 4  | 4  | 0  | 0  | 11 | 2  | +9  |
| Perú      | 4   | 4  | 2  | 0  | 2  | 8  | 6  | +2  |
| Venezuela | 0   | 4  | 0  | 0  | 4  | 4  | 15 | -11 |

| 23 de mayo de 1965 | Uruguay                                     | 5:0 (2:0) | Venezuela | Estadio Centenario, Montevideo            |                                           |
|                    | Rocha 18' · Silva 23' 52' 69' · Meneses 61' | Reporte   |           | Árbitro(s): José Dimas Larrosa (Paraguay) | Árbitro(s): José Dimas Larrosa (Paraguay) |

| 30 de mayo de 1965 | Venezuela     | 1:3 (1:1) | Uruguay                        | Estadio Olímpico, Caracas                  |                                            |
|                    | Tortolero 40' | Reporte   | Rocha 10' 47' · Urruzmendi 88' | Árbitro(s): Roberto Goicoechea (Argentina) | Árbitro(s): Roberto Goicoechea (Argentina) |

| 6 de junio de 1965 | Perú | 0:1 (0:0) | Uruguay        | Estadio Nacional, Lima                     |                                            |
|                    |      | Reporte   | Urruzmendi 77' | Árbitro(s): Claudio Larrain Vicuña (Chile) | Árbitro(s): Claudio Larrain Vicuña (Chile) |

| 13 de junio de 1965 | Uruguay               | 2:1 (1:1) | Perú      | Estadio Centenario, Montevideo       |                                      |
|                     | Silva 20' · Rocha 62' | Reporte   | Peláez 2' | Árbitro(s): Armando Marques (Brasil) | Árbitro(s): Armando Marques (Brasil) |

## Plantel
Los datos corresponden a situación previo al inicio del torneo.
| #  | Nombre                | Posición       | Edad | PJ Sel | Club           |
| -- | --------------------- | -------------- | ---- | ------ | -------------- |
| 1  | Ladislao Mazurkiewicz | Guardameta     | 21   |        | Peñarol        |
| 2  | Horacio Troche        | Defensa        | 30   |        | Cerro          |
| 3  | Jorge Manicera        | Defensa        | 27   |        | Nacional       |
| 4  | Pablo Forlán          | Defensa        | 21   |        | Peñarol        |
| 5  | Néstor Gonçalves      | Centrocampista | 30   |        | Peñarol        |
| 6  | Omar Caetano          | Defensa        | 27   |        | Peñarol        |
| 7  | Julio César Cortés    | Centrocampista | 25   |        | Peñarol        |
| 8  | José Urruzmendi       | Delantero      | 21   |        | Nacional       |
| 9  | José Sasía            | Delantero      | 32   |        | Defensor       |
| 10 | Pedro Rocha           | Centrocampista | 23   |        | Peñarol        |
| 11 | Domingo Pérez         | Delantero      | 30   |        | Nacional       |
| 12 | Roberto Sosa          | Guardameta     | 31   |        | Nacional       |
| 13 | Nelson Diaz           | Defensa        | 24   |        | Peñarol        |
| 14 | Emilio Álvarez        | Defensa        | 27   |        | Nacional       |
| 15 | Luis Ubiña            | Defensa        | 25   |        | Rampla Juniors |
| 16 | Eliseo Álvarez        | Centrocampista | 25   |        | Rampla Juniors |
| 17 | Héctor Salvá          | Delantero      | 26   |        | Danubio        |
| 18 | Milton Viera          | Delantero      | 20   |        | Nacional       |
| 19 | Héctor Silva          | Delantero      | 26   |        | Peñarol        |
| 20 | Luis Ramos            | Defensa        | 26   |        | Nacional       |
| 21 | Víctor Espárrago      | Centrocampista | 21   |        | Nacional       |
| 22 | Walter Taibo          | Guardameta     | 35   |        | Peñarol        |
| DT | Ondino Viera          |                |      |        |                |

## Participación

### Primera fase

#### Grupo A
Uruguay disputó el partido inaugural del torneo, enfrentándose a la selección anfitriona en el Estadio de Wembley. Los futbolistas fueron saludados uno por uno por la Reina Isabel antes del inicio del encuentro.
| Equipo     | Pts | PJ | PG | PE | PP | GF | GC | Dif |
| ---------- | --- | -- | -- | -- | -- | -- | -- | --- |
| Inglaterra | 5   | 3  | 2  | 1  | 0  | 4  | 0  | +4  |
| Uruguay    | 4   | 3  | 1  | 2  | 0  | 2  | 1  | +1  |
| México     | 2   | 3  | 0  | 2  | 1  | 1  | 3  | -2  |
| Francia    | 1   | 3  | 0  | 1  | 2  | 2  | 5  | -3  |

#### Contra Inglaterra
| 11 de julio de 1966 | Inglaterra | 0:0     | Uruguay | Estadio de Wembley, Londres                                        |                                                                    |
|                     |            | Reporte |         | Asistencia: 87.000 espectadores Árbitro(s): Istvan Zsolt (Hungría) | Asistencia: 87.000 espectadores Árbitro(s): Istvan Zsolt (Hungría) |

| 1  | PO | Gordon Banks   |
| 2  | DF | George Cohen   |
| 3  | DF | Ray Wilson     |
| 5  | DF | Jack Charlton  |
| 6  | DF | Bobby Moore    |
| 4  | MC | Nobby Stiles   |
| 7  | MC | Alan Ball      |
| 8  | DE | Jimmy Greaves  |
| 9  | DE | Bobby Charlton |
| 11 | DE | John Connelly  |
| 21 | DE | Roger Hunt     |
| DT | DT | Alf Ramsey     |

| 1  | PO | Ladislao Mazurkiewicz |
| 2  | DF | Horacio Troche        |
| 3  | DF | Jorge Manicera        |
| 5  | DF | Néstor Gonçalves      |
| 15 | DF | Luis Ubiña            |
| 6  | MC | Omar Caetano          |
| 7  | MC | Julio César Cortés    |
| 19 | MC | Héctor Silva          |
| 10 | DE | Pedro Rocha           |
| 11 | DE | Domingo Pérez         |
| 18 | DE | Milton Viera          |
| DT | DT | Ondino Viera          |

| Árbitro             | Istvan Zsolt       |
| Árbitros asistentes | Tofiq Bəhramov     |
| Árbitros asistentes | Dimitar Rumentchev |

| 1  | PO | Gordon Banks   |
| 2  | DF | George Cohen   |
| 3  | DF | Ray Wilson     |
| 5  | DF | Jack Charlton  |
| 6  | DF | Bobby Moore    |
| 4  | MC | Nobby Stiles   |
| 7  | MC | Alan Ball      |
| 8  | DE | Jimmy Greaves  |
| 9  | DE | Bobby Charlton |
| 11 | DE | John Connelly  |
| 21 | DE | Roger Hunt     |
| DT | DT | Alf Ramsey     |

| 1  | PO | Ladislao Mazurkiewicz |
| 2  | DF | Horacio Troche        |
| 3  | DF | Jorge Manicera        |
| 5  | DF | Néstor Gonçalves      |
| 15 | DF | Luis Ubiña            |
| 6  | MC | Omar Caetano          |
| 7  | MC | Julio César Cortés    |
| 19 | MC | Héctor Silva          |
| 10 | DE | Pedro Rocha           |
| 11 | DE | Domingo Pérez         |
| 18 | DE | Milton Viera          |
| DT | DT | Ondino Viera          |

| Árbitro             | Istvan Zsolt       |
| Árbitros asistentes | Tofiq Bəhramov     |
| Árbitros asistentes | Dimitar Rumentchev |

#### Contra Francia
| 15 de julio de 1966 | Uruguay                | 2:1     | Francia                 | Estadio de White City, Londres                                           |                                                                          |
|                     | Rocha 26' · Cortés 31' | Reporte | De Bourgoing 15' (pen.) | Asistencia: 45.000 espectadores Árbitro(s): Karol Galba (Checoslovaquia) | Asistencia: 45.000 espectadores Árbitro(s): Karol Galba (Checoslovaquia) |

| 1  | PO | Ladislao Mazurkiewicz |
| 2  | DF | Horacio Troche        |
| 3  | DF | Jorge Manicera        |
| 5  | DF | Néstor Gonçalves      |
| 15 | DF | Luis Ubiña            |
| 6  | MC | Omar Caetano          |
| 7  | MC | Julio César Cortés    |
| 9  | DE | José Sasía            |
| 10 | DE | Pedro Rocha           |
| 11 | DE | Domingo Pérez         |
| 18 | DE | Milton Viera          |
| DT | DT | Ondino Viera          |

| 1  | PO | Marcel Aubour       |
| 5  | DF | Bernard Bosquier    |
| 6  | DF | Robert Budzynski    |
| 12 | DF | Jean Djorkaeff      |
| 2  | MC | Marcel Artelesa     |
| 4  | MC | Joseph Bonnel       |
| 15 | MC | Yves Herbet         |
| 10 | DE | Héctor de Bourgoing |
| 13 | DE | Philippe Gondet     |
| 14 | DE | Gérard Hausser      |
| 20 | DE | Jacques Simon       |
| DT | DT | Henri Guérin        |

| Anotado | 26' | Pedro Rocha        |
| Anotado | 31' | Julio César Cortés |

| Anotado · Penal | 15' | Héctor de Bourgoing |

| Árbitro             | Karol Galba     |
| Árbitros asistentes | Leo Callaghan   |
| Árbitros asistentes | Armando Marques |

| 1  | PO | Ladislao Mazurkiewicz |
| 2  | DF | Horacio Troche        |
| 3  | DF | Jorge Manicera        |
| 5  | DF | Néstor Gonçalves      |
| 15 | DF | Luis Ubiña            |
| 6  | MC | Omar Caetano          |
| 7  | MC | Julio César Cortés    |
| 9  | DE | José Sasía            |
| 10 | DE | Pedro Rocha           |
| 11 | DE | Domingo Pérez         |
| 18 | DE | Milton Viera          |
| DT | DT | Ondino Viera          |

| 1  | PO | Marcel Aubour       |
| 5  | DF | Bernard Bosquier    |
| 6  | DF | Robert Budzynski    |
| 12 | DF | Jean Djorkaeff      |
| 2  | MC | Marcel Artelesa     |
| 4  | MC | Joseph Bonnel       |
| 15 | MC | Yves Herbet         |
| 10 | DE | Héctor de Bourgoing |
| 13 | DE | Philippe Gondet     |
| 14 | DE | Gérard Hausser      |
| 20 | DE | Jacques Simon       |
| DT | DT | Henri Guérin        |

| Anotado | 26' | Pedro Rocha        |
| Anotado | 31' | Julio César Cortés |

| Anotado · Penal | 15' | Héctor de Bourgoing |

| Árbitro             | Karol Galba     |
| Árbitros asistentes | Leo Callaghan   |
| Árbitros asistentes | Armando Marques |

#### Contra México
| 19 de julio de 1966 | Uruguay | 0:0     | México | Estadio de Wembley, Londres                                        |                                                                    |
|                     |         | Reporte |        | Asistencia: 61.000 espectadores Árbitro(s): Bertil Loeoew (Suecia) | Asistencia: 61.000 espectadores Árbitro(s): Bertil Loeoew (Suecia) |

| 1  | PO | Ladislao Mazurkiewicz |
| 2  | DF | Horacio Troche        |
| 3  | DF | Jorge Manicera        |
| 5  | DF | Néstor Gonçalves      |
| 15 | DF | Luis Ubiña            |
| 6  | MC | Omar Caetano          |
| 7  | MC | Julio César Cortés    |
| 9  | DE | José Sasía            |
| 10 | DE | Pedro Rocha           |
| 11 | DE | Domingo Pérez         |
| 18 | DE | Milton Viera          |
| DT | DT | Ondino Viera          |

| 1  | PO | Antonio Carbajal    |
| 2  | DF | Arturo Chaires      |
| 3  | DF | Gustavo Peña        |
| 14 | DF | Gabriel Núñez       |
| 6  | MC | Isidoro Díaz        |
| 9  | MC | Ernesto Cisneros    |
| 15 | MC | Guillermo Hernández |
| 17 | MC | Magdaleno Mercado   |
| 8  | DE | Aarón Padilla       |
| 19 | DE | Salvador Reyes      |
| 20 | DE | Enrique Borja       |
| DT | DT | Ignacio Trelles     |

| Árbitro             | Bertil Lööw       |
| Árbitros asistentes | Claudio Vicuña    |
| Árbitros asistentes | Concetto Lo Bello |

| 1  | PO | Ladislao Mazurkiewicz |
| 2  | DF | Horacio Troche        |
| 3  | DF | Jorge Manicera        |
| 5  | DF | Néstor Gonçalves      |
| 15 | DF | Luis Ubiña            |
| 6  | MC | Omar Caetano          |
| 7  | MC | Julio César Cortés    |
| 9  | DE | José Sasía            |
| 10 | DE | Pedro Rocha           |
| 11 | DE | Domingo Pérez         |
| 18 | DE | Milton Viera          |
| DT | DT | Ondino Viera          |

| 1  | PO | Antonio Carbajal    |
| 2  | DF | Arturo Chaires      |
| 3  | DF | Gustavo Peña        |
| 14 | DF | Gabriel Núñez       |
| 6  | MC | Isidoro Díaz        |
| 9  | MC | Ernesto Cisneros    |
| 15 | MC | Guillermo Hernández |
| 17 | MC | Magdaleno Mercado   |
| 8  | DE | Aarón Padilla       |
| 19 | DE | Salvador Reyes      |
| 20 | DE | Enrique Borja       |
| DT | DT | Ignacio Trelles     |

| Árbitro             | Bertil Lööw       |
| Árbitros asistentes | Claudio Vicuña    |
| Árbitros asistentes | Concetto Lo Bello |

### Cuartos de final
| 23 de julio de 1966 | Alemania Federal                              | 4:0 (1:0) | Uruguay | Estadio Hillsborough, Sheffield                                       |                                                                       |
|                     | Haller 11' 83' · Beckenbauer 70' · Seeler 75' | Reporte   |         | Asistencia: 35.000 espectadores Árbitro(s): James Finney (Inglaterra) | Asistencia: 35.000 espectadores Árbitro(s): James Finney (Inglaterra) |